# Anna Karandukowa
Anna Karandukowa (ukrainisch Анна Карондукова, englisch Anna Karandukova; * 30. Mai 2006) ist eine ukrainische Leichtathletin, die sich auf den Sprint spezialisiert hat.

## Sportliche Laufbahn
Erste internationale Erfahrungen sammelte Anna Karandukowa im Jahr 2024, als sie bei den Balkan-Meisterschaften in Izmir in 45,24 s die Bronzemedaille mit der ukrainischen 4-mal-100-Meter-Staffel gewann. Anschließend belegte sie bei den U20-Weltmeisterschaften in Lima in 45,64 s den sechsten Platz. Im Jahr darauf schied sie bei den U20-Balkan-Hallenmeisterschaften in Sofia mit 7,55 s im Vorlauf über 60 Meter aus und im Juni gelangte sie bei der 1. Liga der Team-Europameisterschaft in Madrid mit der Staffel mit 44,52 s auf den siebten Platz im B-Lauf, ehe sie bei den U20-Balkan-Meisterschaften in Craiova in 11,58 s die Silbermedaille im 100-Meter-Lauf. Daraufhin schied sie bei den U20-Europameisterschaften in Tampere mit 12,17 s in der ersten Runde aus und verpasste mit der Staffel mit 45,75 s den Finaleinzug.
2024 wurde Karandukowa ukrainische Meisterin in der 4-mal-100-Meter-Staffel.

## Persönliche Bestleistungen
- 100 Meter: 11,56 s (+1,9 m/s), 20. Juni 2025 in Kropywnyzkyj
  - 60 Meter (Halle): 7,43 s, 21. Februar 2025 in Kiew